# Hürth
Hürth er en by i Tyskland i delstaten Nordrhein-Westfalen med cirka 55.000 indbyggere og en af forstæderne til Köln. Byen ligger i kreisen Rhein-Erft-Kreis.

## Geografi
Hürth ligger cirka 9 km sydvest for Köln på nordøstsiden af naturreservatet Kottenforst-Ville.
Byen består af tretten tidligere selvstændige landsbyer, og er inddelt i flere centrum over et relativt stort område mellem indsøer og små skovområder.

## Historie
1. april 1930 blev landsbyerne Hürth (med Alstädten og Knapsack), Berrenrath, Fischenich, Gleuel (med Sielsdorf og Burbach), Hermülheim og Kendenich (med Kalscheuren) slået sammen til kommunen Hürth. Efter at Köln i nogen år havde prøvet at indlemme Efferen til byen, blev Efferen, i tillæg til Stotzheim, i stedet en del af Hürth i 1933. Dette gjorde Hürth til den største landlige kommunen i Tyskland frem til 1978, da Hürth blev en forstad til Köln.